# Каменка (Измалковский район)
Ка́менка — деревня Петровского сельсовета Измалковского района Липецкой области 12 км к юго-востоку от с. Измалково

## Название
Название — по каменистой местности.

## История
Известна с последней четверти XVIII в.

## Население
| 2010 |
| ---- |
| 30   |